# SHAZNA
SHAZNA（シャズナ）は、日本のヴィジュアル系ロックバンド。ほぼ同時期にメジャーデビューをしていたMALICE MIZER、FANATIC◇CRISIS、La'cryma Christiと共に「ヴィジュアル系四天王」と称された。

## 概要

### 結成～インディーズ期
1993年結成。結成最初期のメンバーはIZAM、NIY、NIYの弟という編成だったが、結成から少し経った後にギターを担当していたNIYの弟が脱退。しばらくバンドにはギタリストが不在の状態で、メンバーの募集をしたところ、ほどなくしてPENICILLINのO-JIROの紹介によりA・O・Iが加入。さらにその後、ドラム担当として当時既に別のバンドを組んで活動していたKATSURA（後述）も加入し、4人編成でインディーズ・デビューを果たした。
ヴォーカルのIZAMが学生時代にカルチャー・クラブのボーイ・ジョージから影響を受けた中性的なルックスと、1980年代のヒット・チャートを思わせる軽快な楽曲でインディーズながら爆発的な人気を博した。

### 一年計画と所属事務所
SHAZNAの音楽活動のため、メンバー全員が借金まで背負っていたが、メジャーデビューへの道筋は一向に見えていなかった。その閉塞した状況を打破するため、IZAMは「一年計画」を練り、メンバーに提示した。それは、向こう一年で最大限の努力をし、それが叶わなかったあかつきには、音楽活動を諦めて一般企業へと就職しようという趣旨のものであった。その結果、SHAZNAが方々に頭を下げて制作費400万円を必死にかき集め、死力を尽くして完成させた作品が、インディーズ・ミニアルバム『Melty Case』である。のちにSHAZNAの代表曲となる「Melty Love」を収録した本作は、3,000枚を完売した。しかし、『Melty Case』の売上（SHAZNAの取り分は450万円）のみならず、インディーズ・シングル『Dizziness』の売上（SHAZNAの取り分は180万円）も、初のインディーズ・ミニアルバム『Sophia』を発売したDÁ-SE JEITO（旧 高円寺LAZY WAYSの経営者）のヤマダ・ユミによって原盤ごと持ち逃げされ、SHAZNAには一円も入金されなかった。
IZAMは、大久保のレコーディング・スタジオで偶然会ったヒップランドミュージックの関係者を、LUNA SEAの所属事務所であったスウィートチャイルドの関係者であると勘違いし、デモテープを渡した。後日IZAMが電話をかけると、ヒップランドミュージックはSHAZNAに興味を持ったと述べ、メンバー一人につき月給5万円での契約を提示した。数百万円もの借金の返済が待ち構えていたSHAZNAにとってその契約条件は極めて厳しいものであったが、この好機を逃せば後はないと考えたSHAZNAは、その条件を一旦は了承した。結果としてインディーズ・ミニアルバムの『Raspberry Time』がヒップランドミュージックよりバップの流通で発売され、音楽専門誌『Vicious』（シンコー・ミュージック刊）が宣伝に協力することとなった。また『Raspberry Time』を最後に、KATSURAがSHAZNAから脱退した。
同時期に、正真正銘スウィートチャイルドにて代表取締役を務めていた阪上（）正敏が、目黒鹿鳴館に掲示されていた『Melty Case』のポスターの鮮烈なヴィジュアルに目を見張った。阪上は目黒鹿鳴館の店長に話を聞き、そのバンドがSHAZNAであり、音楽専門誌『SHOXX』（音楽専科社刊）にも出稿していたとの情報を得た。阪上はSHOXXの編集長であった星子誠一に電話してIZAMのポケベル番号を聞き出し、SHAZNAのCDも聴いたうえで、彼らを呼び出した。その席上で、阪上はメンバー一人につき月給20万円での契約を提示し、数時間をかけてSHAZNAを口説き落とした。結果として、『Raspberry Time』は引き続きそのままヒップランドミュージックからレーベルとしてリリースしてもらうものの、SHAZNAの所属事務所はスウィートチャイルドになるということで話がまとまった。

### SHAZNA現象に3億円
スウィートチャイルドは、SHAZNAのインディーズ・ミニアルバム『Promise Eve』を1997年1月に発売し、同年6月にはVHSビデオ『Lavender Color～シャズナノキモチ』を発売した。流通はBMG JAPANが請け負った。ビデオは、オリコンチャート第1位を獲得した。スウィートチャイルドはSHAZNAのメジャーデビューへ向けて着々と手はずを整えていったが、肝心のレコード会社にはどこからも興味を示してはもらえなかった。スウィートチャイルドは今ここで「SHAZNA現象」を作り出しておかなければヒットはおぼつかないとの経営判断から、LUNA SEAの売り上げを元手に、3億円もの広告出稿費を拠出した。あらゆる雑誌の表紙と裏表紙にIZAMの顔が掲載され、原宿は一面IZAMで埋め尽くされた。そこまでしてもなお、手を挙げるレコード会社は現れなかった。
そこで、それまでSHAZNAを応援してきたテレビ朝日の深夜音楽番組「Break Out」の制作会社であるテレビ朝日ミュージックが音楽出版社として名乗り出た。テレビ朝日ミュージックはスウィートチャイルドとともに音楽著作権と原盤権を半分ずつ持ち合い、当時は（メジャーレーベル基準では）シングルで300万円、アルバムともなれば1,000万円にも及んでいた原盤制作費の半額を出資するという大胆な決断を下した。これは、レコード会社にとっては巨額な原盤制作費を自ら負担する必要がなくなったということを意味した。その分、レコード会社は原盤印税を原盤権者に多く支払わなければならなくなってしまうが、万が一アーティストが売れなかったときの損失も少なくて済む。この座組にて、『Promise Eve』の流通を手がけたBMG JAPANが（当時はアルバム2枚での2年契約が多かったところ）SHAZNAに関してはアルバム1枚のみの単発契約でならば様子見を兼ねて引き受けてもよいという姿勢を示し、メジャーデビューへの道筋がようやく整った。

### メジャーデビュー
1997年8月27日、新たにレコーディングした代表曲「Melty Love」を表題作としたCDシングル『Melty Love』でBMG JAPANからメジャーデビューを果たし、同曲は88万枚のヒットを記録した。同年、一風堂の『すみれ September Love』をカバーし、こちらも65万枚を超えるヒットを記録した。また、この年の日本有線大賞最優秀新人賞を受賞。1998年にリリースした1枚目のフルアルバム『GOLD SUN AND SILVER MOON』はミリオンセラーを記録し、日本ゴールドディスク大賞「ロック・アルバム・オブ・ザ・イヤー」を受賞した。
「SHAZNA現象」とも呼ばれた空前絶後の人気を得た彼らに待ち受けていたのは、1日の睡眠時間が1時間から2時間しかないという常軌を逸した多忙なスケジュールであった。特にIZAMはバンドの顔として尋常ではないほどの仕事量を必死にこなしていたが、それでも、所属事務所であるスウィートチャイルドから支給される月給は、メンバー一人につき手取り45万円程度でしかなかった。月給に印税が上乗せされて支給されることもあったが、印税収入はCDの売上枚数に比例して生じるため、安定した収入源とはなりえなかった。他方では、ロック・スターとしての自覚を持った生活を送るようにとスウィートチャイルドから指導されていたため、日常の被服費を始めとして、生活に必要な支出額が飛躍的に高まっていった。加えて、他社のこととはいえ、鈴木亜美が所属事務所から月給300万円を支給されていたことを知ると、「バンドとはいえ、自分たちの給料はその異常な仕事量に比してあまりにも割に合わないのではないか」という実情も見えてきた。また、各関係者の人数が増えていくにつれて、メンバー自身が自己の音楽活動を自律的に指揮することも難しくなっていった。
スウィートチャイルドはSHAZNAやIZAMに来た仕事を見境なく引き受けてゆき、一つひとつの仕事がSHAZNAのブランディングにどのような影響を及ぼしうるのかといった品質管理はおざなりにされた。その結果、SHAZNAの人気は徐々に衰えていった。SHAZNAとスウィートチャイルドとの関係は言うまでもなく、メンバー同士の関係性までもが狂い始めた。その悪影響は、2000年の夏に開催を計画していた全国各地でのライブツアーを中止し、東京と大阪でのみの開催に留めるというというかたちで現れてしまった。この危機的な状況に至って、スウィートチャイルドもただ手をこまねいていたわけではなかった。スウィートチャイルドは、日本テレビ放送網のテレビ番組「雷波少年」でSomething ELseが挑み成功した「三人で一部屋にこもり最後のシングルCDを制作し、それがオリコンチャート初登場20位以内に入らなければバンドを解散して、音楽業界以外の職種に転職する」という企画にSHAZNAも挑戦してみてはどうかと提案した。当時は地上波テレビ番組の影響力が極めて大きかったこともあるが、日テレの力を借りるということは、何よりもそれまでにSHAZNAの音楽著作権の利用機会の開発に多大な貢献を果たしてきたテレビ朝日ミュージックとの関係を一方的に断ち、同社の競合である日本テレビ音楽と新たに取引を開始するという不義理を働くことをも意味していた。スウィートチャイルドとしては、SHAZNAの起死回生を懸けた窮余の一手でもあった。しかし、その時点でSHAZNAのスウィートチャイルドに対する信頼関係はほころびかけており、SHAZNAはスウィートチャイルドの提案を前向きに受け入れることがどうしてもできなかった。そして、テレビ番組の企画の一環とはいえ、「解散」の一言をスウィートチャイルド側から聞かされたことが、SHAZNA側にかすかに残っていたスウィートチャイルドに対する信頼の一切を喪失する嚆矢となり、所属事務所を移籍する話へと発展していった。

### 活動休止・再開
『Melty Love』によるメジャーデビューから3年後、2000年10月の東京と大阪でのライブを経て、11月のスウィートチャイルド主催イベントへの参加を最後にSHAZNAは活動休止を発表した。また、それまで所属していたスウィートチャイルドから離籍し、サポート・ドラマーを務めていたそうる透のつてを頼ってオフィスタッチへと移籍した。
活動休止後、IZAMはソロ・アーティストや俳優としても活動した。A・O・Iはギタリストとしてのセッション参加や「AOI UNPLUGGED」と題したヴォーカル&アコースティック・ギターでのライヴ活動と「監督：葵圭介」としての映画制作など幅広く活動した。NIYはバンド「FANBLE」のベーシストとして活動した。
なお、SHAZNA活動休止の原因については活動再開後のインタビューにて「バンドとしての活動に行き詰まっていた」とメンバー自身が当時を振り返って告白している。
活動を休止した翌年から、IZAMは他のメンバーに対し早々と活動の再開を持ちかけていたものの、その時点ではメンバー全員の意思が統一されていなかった。しかしメンバーはお互いに定期的に接触を持ち、忘年会は毎年必ず開いていた。2005年の忘年会にてようやくメンバー全員の意思が一致、SHAZNAの今後の意思を尊重してくれるスタッフのみで活動を再開する運びとなった。
2006年6月、デビュー9年を期に6年ぶりの活動再開を発表し、IZAMは自身のトレードマークであった女装を「単に飽きてた」のと「髪を短くしていた」ことを理由に封印した。9月の渋谷duo MUSIC EXCHANGEでの復活ライヴで活動を再開。11月にはIZAMとタレントの吉岡美穂の結婚が報道された。IZAMにとっては再婚となる。
2007年4月25日にニュー・シングル『心 c/w [1/2] , 神風』がネット限定発売。「神風」を除く2曲は、ダウンロード、着うたフルでも発売された。5月4日、5日、6日には、東京の目黒鹿鳴館で原点回帰をキーワードにした復帰シングル発売記念のライヴを行った。この3日間はそれぞれ「過去」・「現在」・「未来」と分けられ、一部楽曲を除き各日異なる曲構成となっていた。
2007年8月8日に10周年記念アルバム『10th Melty Life』をロックチッパーレコードより発売した。エンハンスト仕様で、「Melty Love」のラスト・インディーズ・ヴァージョンのPVが収録されている。8月19日には十周年記念公演「Summer Celebration☆10th Melty Life☆」を恵比寿LIQUIDROOMにて開催した。9月5日にはベスト盤『SINGLE BEST SHAZNA & IZAM』を発売した。
2007年11月24日には東京キネマ倶楽部にて「〜年納め2007〜A O I & NIY's Special Birthday Live〜」を行い、IZAMは久しぶりに女装姿で登場し、ファンを沸かせた。
2008年2月、ギタリストA・O・Iが自身のブログにて、女優で作詞家の森本玲との結婚を報告した。

### 解散
2008年10月、『ホームレス中学生』に因んで題されたメンバーの合同著書、『ホームレスヴィジュアル系』を出版した。元配偶者の浪費によるNIYの離婚、人気絶頂期の意地がバンドの活動停止につながったこと、活動休止後はコンビニのアルバイトで生計を立てていたことなど、それまでの苦労が赤裸々に綴られた。
2008年11月、都内での『ホームレスヴィジュアル系』発売記念イベント前にボーカルのIZAMが「初エッセイを発売して、15年間やってきた満足度がある」と切り出し「これを持ってSHAZNAのプロジェクトを完結することになりました」と解散を電撃発表した。各メンバーの今後の活動を尊重しあっての前向きな結論であるとのこと。2009年3月22日に東京・渋谷O-EASTにて、解散ライブを行った。

### 再結成
2017年8月、メジャーデビューから20周年を迎えた事を記念して、新華（しんか）と称して新メンバー3人を含む6人編成で再始動を果たす旨を明かした。また、この時に長年メディア上でヴィジュアル系バンドとされてきたSHAZNAを、ヴォーカル・IZAMが「SHAZNAは『ヴィジュアル系』ではなく、『ヴィジュアルクリエイター』です」と宣言した。同年12月9日には、再結成とデビュー20周年を記念して復活ライブを行った。
2022年1月19日、BGM JAPAN、東芝EMI時代の楽曲のサブスクが解禁された。
2023年、再結成後から所属していたエースクルー・エンタテインメントを退所。5月頃に公式ページから削除された。
2023年6月8日、公式Twitterを開始。
2023年7月23日、SHAZNAライブを開催。（IZAMソロライブ+SHAZNAライブ名義）結成30周年、初心に帰り3人体制で活動再開。
2023年11月15日、「テレ東60祭！ミュージックフェスティバル2023」に出演。約20年ぶりの歌番組出演となった。
2023年12月21日、IZAM自身が総合プロデューサー兼演出の舞台「パライソの海」〜小さな花の夜露に映る月〜が披露する。
2024年4月8日、アプリ「Musicchamp」にて『SHAZNAのまわっていいともEpisode2』の配信が毎週水曜日から日曜日の11:30と始まる。
2024年3月15日、メンバー自身の手により、新アルバム名と同名の所属事務所を東京都世田谷区に設立した。
2024年4月21日、結成30周年記念ライブ『30th Anniversary With your precious LOVERS ～同窓会からはじめよう～』を東京・日本橋三井ホールにて開催。
2024年8月27日、アルバム『参華三釼（）』をイノセント・レコードより発売。

## メンバー
- IZAM（イザム）

ボーカル担当。1972年4月23日生まれ。本名は日根 良和（ひね よしかず）。身長180cm。父親は国鉄スワローズの投手だった日根紘三。
インディーズ時代のバンドネームは「葵翠 -kisui-」「IZANE」「IZAMÜ」「IZAMU」など活動時期・ミニアルバムの発売ごとに変わり、インディーズラストアルバム『Promise Eve』にて現在の「IZAM」名義となる。
A・O・Iとのバンド「alcali-5」では「十六夢（いざむ）」名義で活動。
活動中はソロデビュー、俳優としても映画『溺れる魚』や日本テレビのドラマ『三姉妹探偵団』、テレビ朝日のドラマ『TRICK3』にも出演している。
妻はタレントの吉岡美穂。元妻はタレント・モデルの吉川ひなの。
解散後も主にタレント・俳優として活動。2010年代前半にはバラエティー番組で恐妻家として再注目される。
デビュー直後からあらゆる場面で、SHAZNAの名前の由来は当初「NIYと好きな英単語を出し合って並べ替えたもの」と発言していたが、『ろみひー』（中京テレビ）出演時にIZAMが自身の本名である日根良和（hine yoshikazu）から文字をいくつかとって並び替えたものであると発言。また、この出演時に年齢を4歳サバを読んでいたこともカミングアウトしている。
- A・O・I（アオイ）

ギター担当。1972年11月8日生まれ、52歳。本名は萬 圭介（よろず けいすけ）。北海道生まれの千葉県育ち。血液型はA型。
活動休止後はソロとして「AOI UNPLUGGED」にてVocal&A.Guitarによる単独公演を開催。
ショートフィルム『ガラクタノココロ』を「葵圭介」名義で自主制作。インディーズムービー・フェスティバルにおいてグランプリを受賞した。
SHAZNAに加入する前はオーディションを受けており、ライヴハウスのスタッフの紹介で新宿のマクドナルドでメンバーと顔を合わせた。A・O・Iは「僕も下手だから一緒に頑張ろうよ」と言い、SHAZNAに加入した。
結成当初から1998年末までは長髪がトレードマークだった。東海大学付属望洋高等学校および東海大学では、PENICILLINのO-JIROと同級生。
弟は俳優の萬雅之、妻は作詞家兼女優の森本玲で間に一女がいる。
解散後も「AOI UNPLUGGED」を継続しながら、UNWAS（2013年3月付で解散）のサポートギタリストを経て、R2Y+J（リリィ・ジョーカー）のボーカル兼ギタリストとしても活動。
2011年、大手前大学通信教育課程の大学講師に就任。「音楽とコミュニケーション」を担当。
- NIY（ニー）

ベース担当。1972年10月29日生まれ、52歳。本名非公表。東京都出身。血液型はB型。小松原高等学校出身。
バンドネームの由来は、結成当初のギタリストであったIZAMの友人の「兄ちゃん」だから。
2人兄弟で、A・O・IがSHAZNAに加入する前は弟がギターを担当していた。しかしNIYの弟は音楽性の違いと当時高校に通っていて、単位が取れなくなるとの理由により、結成後すぐに脱退した。
インディーズデビュー直前に一般人女性と結婚。一児を儲けたが、妻の浪費癖等によるトラブルなどで長男が小学生の頃に離婚。長男の親権は妻が持っている。
活動休止後は「FANBLE」のベーシストとしても活動。解散後は主にエムキチ・ビートにて舞台俳優として活動していた。

## 元メンバー
- 桂‐KATSURA‐（カツラ - ドラム担当。9月13日- ）

神奈川県出身。血液型O型。身長161.5cm。
インディーズ時代に在籍し、ドラムを担当。当時のメンバーでは唯一のバンド経験者であった。
1996年8月1日に発売されたインディーズアルバム『Raspberry Time』を最後にSHAZNAを脱退。翌1997年、BAISERに加入してメジャーデビューを果たしたが、2000年5月に同バンドは解散。
その後はインディーズに戻り、Swallowtale、vinett、Cannival Methodのメンバーとして活動していたが、2006年ごろに音楽活動を引退。既婚者で子供がおり、現在は仕事をしながら野球チームをやっている。
- Raychell（レイチェル）

2ndボーカル担当。1月13日生まれ。身長170cm、血液型A。2010年に「Lay」名義でデビューし、2013年に現在の名前に改名。エースクルー・エンタテインメント所属。
2017年にSHAZNA再始動発表と同時にグループに2ndボーカルとして加入。
- 夏芽（ナツメ）

ドラム担当。7月20日生まれ。本名は松浦 夏芽（まつうら なつめ）。身長172cm、血液型B。SHAZNA加入前はガールズバンド「Claddaph Ring」のメンバーとして活動していた。2023年2月までエースクルー・エンタテインメントに所属していた。現在はフリーランス。
好きなものはセーラームーン、ミニーマウス。
- Asuka（アスカ）

サックス担当。1984年4月23日生まれ。本名、身長、血液型は2023年現在非公表。IZAMがプロデュースを務める「東京エロティカルパレード（現在は無期限活動休止中）」のメンバー。モデル、コンパニオンとしても活動している。好きなものはディズニー。IZAMとは誕生日が同じである。

## ディスコグラフィー

### デモテープ
- 1st:「ENMITY」（配布）

1. ENMITY

- 2nd:「SHAZNA」（1993年）限定1000本

1. Escape
2. VOICE
3. LOVERS

- 3rd「Voice of…」（1994年1月9日発売）

1. Voice of…

### シングル
|      | 発売日         | タイトル                              | 規格品番   | 収録曲 | 備考                                                  |
| ---- | -------------- | ------------------------------------- | ---------- | --- | ----------------------------------------------------- |
|      | 1994年4月17日  | Stilness For Dear                     |            | 1. Stilness For Dear 2. Negative Lunatic | 330枚限定                                             |
|      | 1995年12月8日  | Dizziness                             |            | 1. Dizziness | 500枚配布                                             |
|      | 1996年1月5日   | Dizziness                             |            | 1. Dizziness 2. White little love | 通常限定1000枚、初回3000枚シリアルNo入り 通常盤3000枚 |
| 1st  | 1997年8月27日  | Melty Love                            | BVDR-1175  | | オリコン最高2位 1997年間43位 1998年間271位            |
| 2nd  | 1997年10月8日  | すみれ September Love                 | BVDR-1192  | | オリコン最高2位 1997年間53位 1998年間146位            |
| 3rd  | 1997年12月3日  | White Silent Night                    | BVDR-1211  | | オリコン最高1位 1998年間43位                          |
| 4th  | 1998年1月7日   | SWEET HEART MEMORY                    | BVDR-1206  | | オリコン最高2位 年間38位                              |
| 5th  | 1998年4月22日  | PURENESS                              | BVDR-7001  | | オリコン最高4位 年間106位                             |
| 6th  | 1998年4月29日  | Love is Alive/Dear LOVE               | BVDR-1233  | | オリコン最高6位 年間130位                             |
| 7th  | 1998年10月14日 | 恋人/Virgin                           | TODT-5220  | 1. 恋人 2. Virgin 3. 恋人(ノン・ヴォーカル・ヴァージョン) | オリコン最高6位 年間203位                             |
| 8th  | 1999年1月27日  | Pink                                  | TODT-5243  | 1. Pink 2. Jelly In The Merry-Go-Round 3. Pink(ノン・ヴォーカル・バージョン) 4. Jelly In The Merry-Go-Round(ノン・ヴォーカル・ヴァージョン)                                                                  | オリコン最高15位 年間342位                            |
| 9th  | 1999年3月31日  | PIECE OF LOVE                         | TODT-5281  | 1. PIECE OF LOVE 2. NIGHTMARE 3. PIECE OF LOVE(ナチュラル・ヴァージョン) 4. PIECE OF LOVE(ノン・ヴォーカル・ヴァージョン)                                                                                    | オリコン最高17位 年間343位                            |
| 10th | 1999年6月9日   | Tokyo Ballet Reprise/シェリーに口づけ | TODT-22015 | 1. Tokyo Ballet Reprise 2. シェリーにくちづけ 3. Dreamdrops 4. シェリーにくちづけ(COSMIC CHERIE Talkin’Mix) 5. すみれSeptember Love(System 7 Re-Mix) 6. Tokyo Ballet Reprise(ノン・ヴォーカル・ヴァージョン) | オリコン最高20位 年間512位                            |
| 11th | 1999年9月22日  | AQUA                                  | TOCT-4165  | 1. AQUA(DA REMIX) 2. AQUA(BOY GEORGE REMIX) 3. AQUA(COLD CUT REMIX) 4. AQUA(CORDUROY REMIX) 5. SWEET ANGEL(Amen REMIX) 6. AQUA(A・O・I REMIX) 7. AQUA(Original Version)                                      | オリコン最高45位 年間734位                            |
| 12th | 1999年12月8日  | Winter's Review                       | TOCT-22047 | 1. Winter’s Review 2. X’mas Healing 3. PRESENT 4. Winter’s Review(ノン・ヴォーカル・ヴァージョン) | オリコン最高44位 年間665位                            |
| 13th | 2007年4月25日  | 心                                    |            | 1. 心 2. 1/2 3. 神風（通販版のみ） | 通販・配信限定シングル                                |
| 14th | 2018年12月28日 | コイノテンポ                          |            | 1. コイノテンポ | 配信限定シングル                                      |

### ミニアルバム
|   | 発売日         | タイトル       | 規格品番              | 収録曲                                                                                      | 備考                                                                         |
| - | -------------- | -------------- | --------------------- | ------------------------------------------------------------------------------------------- | ---------------------------------------------------------------------------- |
| 1 | 1994年11月30日 | Sophia         | MEDA-R001SP（初回盤） | 1. If... 2. Mirror 3. Clear 4. RECALL 5. VOICE 6. Miss XXXX 7. ESCAPE                       | 初回盤はデジパック仕様。                                                     |
| 1 | 1994年11月30日 | Sophia         | MEDA-R001（通常盤）   | 1. If... 2. Mirror 3. Clear 4. RECALL 5. VOICE 6. Miss XXXX 7. ESCAPE                       | 初回盤はデジパック仕様。                                                     |
| 2 | 1996年3月14日  | Melty Case     | LAC-001               | 1. Melty Love 2. TOPAZ 3. Pity for Pinocchio<BONUS TRACK> 4. O･A･T･H 5. Scintillate Evening |                                                                              |
| 3 | 1996年8月1日   | Raspberry Time | VPCC-86018            | 1. Lavi 2. Raspberry Time 3. MELANCHOLY 4. Shelly 5. I miss you…                            | 音楽誌『Vicious』とのタイアップ企画によるアルバム オリコン最高43位 年間285位 |
| 4 | 1997年1月22日  | Promise Eve    | BVCR-2106             | 1. TOPAZ 2. Melty Love 3. Dizziness 4. If… with tears in one’s eyes 5. Cliches 6. PEARL     | オリコン最高16位 1997年間126位 1998年間279位                                 |

### アルバム
|            | 発売日                       | タイトル                    | 規格品番                  | 収録曲 | 備考                                                  |
| ---------- | ---------------------------- | --------------------------- | ------------------------- | --- | ----------------------------------------------------- |
| 1          | 1998年1月22日 1998年06月24日 | GOLD SUN AND SILVER MOON    | BVCR-798 BVJR-8888:12inch | | オリコン最高2位 年間42位（限定盤） 年間59位（通常盤） |
| 2          | 1999年6月30日                | PURE HEARTS                 | TOCT-24131                | 1. PIECE OF LOVE(ALBUM MIX) 2. Tokyo Ballet Reprise(ALBUM MIX) 3. True Love 4. PURE HEARTS 5. シェリーに口づけ(ALBUM MIX) 6. 生命のうた 7. Pink(ALBUM MIX) 8. Love is Alive(ALBUM MIX) 9. 恋人(ALBUM MIX) 10. AQUA 11. 花 12. PURENESS(ALBUM MIX) 13. MAGENTA STORY(BOY GEORGE REMIX) 14. Dear LOVE 15. Virgin | オリコン最高15位 年間321位                            |
| ベスト盤   | 2000年1月1日                 | BEST ALBUM 1993 2000 OLDIES | TOCT-24295-6              | | オリコン最高24位 年間368位                            |
| 3          | 2007年8月8日                 | 10TH MELTY LIFE             | OWCR-2036                 | 1. [1/2] 2. LIVING DEAD 3. HUMANITY 4. PreView 5. Film 6. 初恋 7. French kiss ××× 8. 心 9. SIGNAL 10. Thank You “4” Coming Today (エンハンスド)Melty Love(97’)(PV) |                                                       |
| シングル集 | 2007年9月5日                 | SINGLE BEST SHAZNA & IZAM   | OWCR-2037                 | 1. Melty Love 2. すみれSeptember Love 3. White Silent Night 4. SWEET HEART MEMORY 5. LOVE IS ALIVE 6. PURENESS 7. 恋人 8. Pink 9. PIECE OF LOVE 10. Tokyo Ballet Reprise 11. AQUA 12. Winter’s Review 13. 瞳閉じて 14. 素直なままで 15. Melty Love (First Debut Version)                                       | シングルコレクション、IZAMのソロシングル曲も収録      |
| 4          | 2024年8月27日                | 参華三釼（）                | IRCD-2428                 | 1. 一角獣 - モノケロス - 2. 夏彩マジック 3. ICE CREAM GOOD BYE 4. 無花果 - ichijiku - 5. 愛咲ク糸 6. コイノテンポ 7. 隣人ラヴストーリー 8. CHECKMATE 9. キスのカタチ 10. バブラヴァ - Bubble Lover - |                                                       |

### ビデオ

#### VHS
|     | 発売日         | タイトル                                         | 規格品番                                        |
| --- | -------------- | ------------------------------------------------ | ----------------------------------------------- |
| 1st | 1997年6月4日   | Lavender Color シャズナノキモチ                  |                                                 |
| 2nd | 1997年10月8日  | Melty Love                                       | BVVR-81                                         |
| 3rd | 1998年1月1日   | Silent Beauty                                    | BVDR-6001 BVVR-84(限定盤)                       |
| 4th | 1999年4月28日  | PURE HEARTS                                      |                                                 |
| 5th | 1998年12月26日 | DEAR SEPTEMBER LOVERS SHAZNA LIVE AT BUDOKAN '98 | TOVF-1297:ボックス仕様・限定版 TOVF-1298:通常盤 |
| 6th | 1999年04月28日 | DEAR HEART                                       | TOVF-1307                                       |

#### DVD
|     | 発売日        | タイトル              | 規格品番   |
| --- | ------------- | --------------------- | ---------- |
| 1st | 2009年7月15日 | 『完結。-LAST LIVE-』 | IKBR-80007 |

### その他
- 写真集：『Fantasia』（1998年2月） -　SONY MAGAZINE

### 参加作品
| 発売日         | タイトル                                                                     | 収録曲             | 規格品番   |
| -------------- | ---------------------------------------------------------------------------- | ------------------ | ---------- |
| 1995年07月01日 | SACRED SEEDS~stairs to the moon~                                             | ASK                | VPCC-86012 |
| 1998年08月26日 | 「せつない」オリジナル・アルバム                                             | C'est la vie       | TOCT-10405 |
| 1999年06月09日 | アニメ「神風怪盗ジャンヌ」イメージアルバム                                   | PIECE OF LOVE      | TOCT-24137 |
| 1999年12月16日 | 「ラグラッツ・ムービー」〜ミュージック・フロム・ザ・モーション・ピクチャー+1 | Winter’s Review    | MVCT-24077 |
| 2003年02月21日 | 「クレヨンしんちゃん」スーパー・ベスト 30曲入りだゾ                          | PURENESS           | COCX-32115 |
| 2007年01月24日 | ロックNIPPON 東海林のり子 Selection                                          | Melty Love         | UICZ-8019  |
| 2009年01月21日 | CDツイン クレヨンしんちゃん TV 映画 主題歌集だゾ                             | PURENESS           | COCX-35371 |
| 2009年12月23日 | CDTV NO.1 HITS コイウタ                                                      | White Silent Night | AVCD-23974 |
| 2010年10月06日 | 原点                                                                         | Melty Love         | UICZ-8078  |
| 2012年11月07日 | パーフェクト・クリスマス                                                     | White Silent Night | MHCL-2170  |

## ミュージックビデオ
| 監督        | 曲名 |
| Higuchinsky | 「PIECE OF LOVE」「PINK」 |
| 小嶋貴之    | 「一角獣 モノケロス」(2024) |
| 不明        | 「AQUA」「Love is Alive」「Melty Love」「PURENESS」「Raspberry Time」「SWEET HEART MEMORY」「Tokyo Ballet Reprise」「White Silent Night」「Winter's Review」「すみれ September Love」「恋人」「Magenta Story」 |

## タイアップ一覧
| 使用年 | 曲名                  | タイアップ                                                                 |
| ------ | --------------------- | -------------------------------------------------------------------------- |
| 1997年 | Melty Love            | テレビ東京系『出動!ミニスカポリス』オープニングテーマ                      |
| 1997年 | Melty Love            | テレビ朝日系『所さんのこれアリなんじゃないの!?』エンディングテーマ         |
| 1997年 | すみれ September Love | テレビ朝日系『ビートたけしのTVタックル』エンディングテーマ                 |
| 1997年 | White Silent Night    | TBS系『王様のブランチ』エンディングテーマ                                  |
| 1998年 | SWEET HEART MEMORY    | テレビ朝日系『トゥナイト2』エンディングテーマ                              |
| 1998年 | SWEET HEART MEMORY    | ホーユー「Beauteen ヘアマニキュア体験」CMソング                            |
| 1998年 | Sweet Angel           | ホーユー「Beauteen ヘアマニキュア体験」CMソング                            |
| 1998年 | PURENESS              | 東宝配給アニメ映画『クレヨンしんちゃん 電撃!ブタのヒヅメ大作戦』主題歌     |
| 1998年 | Love is Alive         | ブルボン「チュロフル&ワッフルバー」CMソング                                |
| 1998年 | Dear LOVE             | スリムビューティハウス CMソング                                            |
| 1998年 | C'est la vie          | テレビ朝日ドラマ『せつない〜TOKYO HEART BREAK〜』第15話挿入歌              |
| 1998年 | 恋人                  | JT「泡立つカフェ・オレ/泡立つカフェ・チョコ」CMソング                      |
| 1998年 | 恋人                  | 福岡放送・日本テレビ系「ZZZ」枠内『所的蛇足講座』エンディングテーマ        |
| 1998年 | Virgin                | テレビ朝日系『サンデージャングル』エンディングテーマ                       |
| 1998年 | Virgin                | ブルボン「チュロフル&ワッフルバー」CMソング                                |
| 1999年 | Pink                  | 福岡放送・日本テレビ系「ZZZ」枠内『所的蛇足講座』エンディングテーマ        |
| 1999年 | PIECE OF LOVE         | テレビ朝日系アニメ『神風怪盗ジャンヌ』オープニングテーマ（第1話 - 第27話） |
| 1999年 | AQUA                  | テレビ朝日系『トゥナイト2』エンディングテーマ                              |
| 1999年 | Winter's Review       | 米アニメ映画『ラグラッツ・ムービー』エンディングテーマ                     |

## 主なライブ
- 1997年10月26日 - VISUAL TRANCE in SWEET TRANCE '97
- 1998年08月08日 - KIRIN SOUND TOGETHER POP HILL '98
- 1999年08月 - '98 SUMMER TOUR MOONLIGHT DREAM〜真夏の夜の夢〜
- 1998年09月05日 - SWEET TRANCE'98〜ENDLESS SUMMER〜
- 1999年09月25日 - SWEET TRANCE '99 "BRAIN COMMUNITY"
- 1999年10月02日 - SWEET TRANCE 1999 IN HIMEJI 姫路城スーパーライブ '99
- 2000年11月04日 - SWEET TRANCE 2000 "21st CENTURY BOY"
- 2009年03月22日 - -完結。- LAST LIVE
- 2024年01月08日 - SHAZNA 〜Happy New Year 2024'〜『 Dear 88 Fairies 』
- 2024年4月21日 - SHAZNA 30th Anniversary『With your precious LOVERS ～同窓会からはじめよう～』[22]